# Isa bin Salman al-Khalifa
Isa bin Salman al-Khalifa (arabiska: عيسى بن سلمان آل خليفة ), född 3 juni 1933 i Jasra i Bahrain, död 6 mars 1999 i Sakhir, Bahrain, var Bahrains regent från 2 november 1961 fram till sin död 1999, från 1961 till 1971 med titeln hakim och från 1971 med titeln emir. Han tillträdde som regent vid faderns död.
Bahrain hade sedan mitten av 1800-talet varit ett brittiskt protektorat. Under 1960-talet, i början av Isa ibn Salmans regeringstid, drog sig britterna tillbaka från Mellanöstern, vilket ledde till ett förslag om en federation mellan Bahrain, Qatar och de sju fördragsstaterna längre ut i Persiska viken (som senare blivit Förenade arabemiraten). Isa var dock missnöjd med delar av den föreslagna konstitutionen för den tilltänkta federationen och eftersträvade därför full självständighet för Bahrain, vilket inträffade 1971. Isa tog då titeln emir. Han införde ett valt parlament efter förebild från Libanon och Kuwait, och alla män (men inte kvinnorna) tilläts rösta 1973. Parlamentet dominerades dock av vänsterkrafter som var motståndare till den härskande familjens sätt att styra. Detta ledde till att emiren upplöste parlamentet 1975, och inga nya val genomfördes, vilket ledde till protester, bland annat i december 1994. 
Han var emot dödsstraff och vägrade att skriva på avrättningsorder. Ett undantag gjorde han dock 1996, då kunde han inte stå emot säkerhetsstyrkornas krav på han skulle låta avrätta en man som mördat en soldat.  
Han ansåg att hans största bedrift var att låta bygga en 25 kilometer lång bro, invigd i november 1986, som förband önationen med Saudiarabien.

## Död och eftermäle
Under sina 38 år som emir hade han förändrat den lilla önationen till en modern nation och ett finansiellt nyckelområde kring Persiska viken.
Shaikh Isa bin Salman Al Khalifa avled plötsligt den 6 mars 1999. Inom några timmar hade tusentals invånare samlats längs den väg begravningståget skulle gå och ännu fler hade samlats på begravningsplatsen. Den amerikanske presidenten Bill Clinton uttryckte "djup sorg" då han fick dödsbudet och kallade emiren en god, fredlig vän. FN:s generalsekreterare Kofi Annan uttryckte också "djup sorg" och beskrev emiren som en stabiliserande kraft i regionen.
Han efterträddes av sin äldste son, Hamad ibn Isa Al Khalifah.